# Relaciones Chile-Timor Oriental
Las relaciones Chile-Timor Oriental (Timor-Leste) son las relaciones internacionales entre la República de Chile y la República Democrática de Timor-Leste.

## Historia

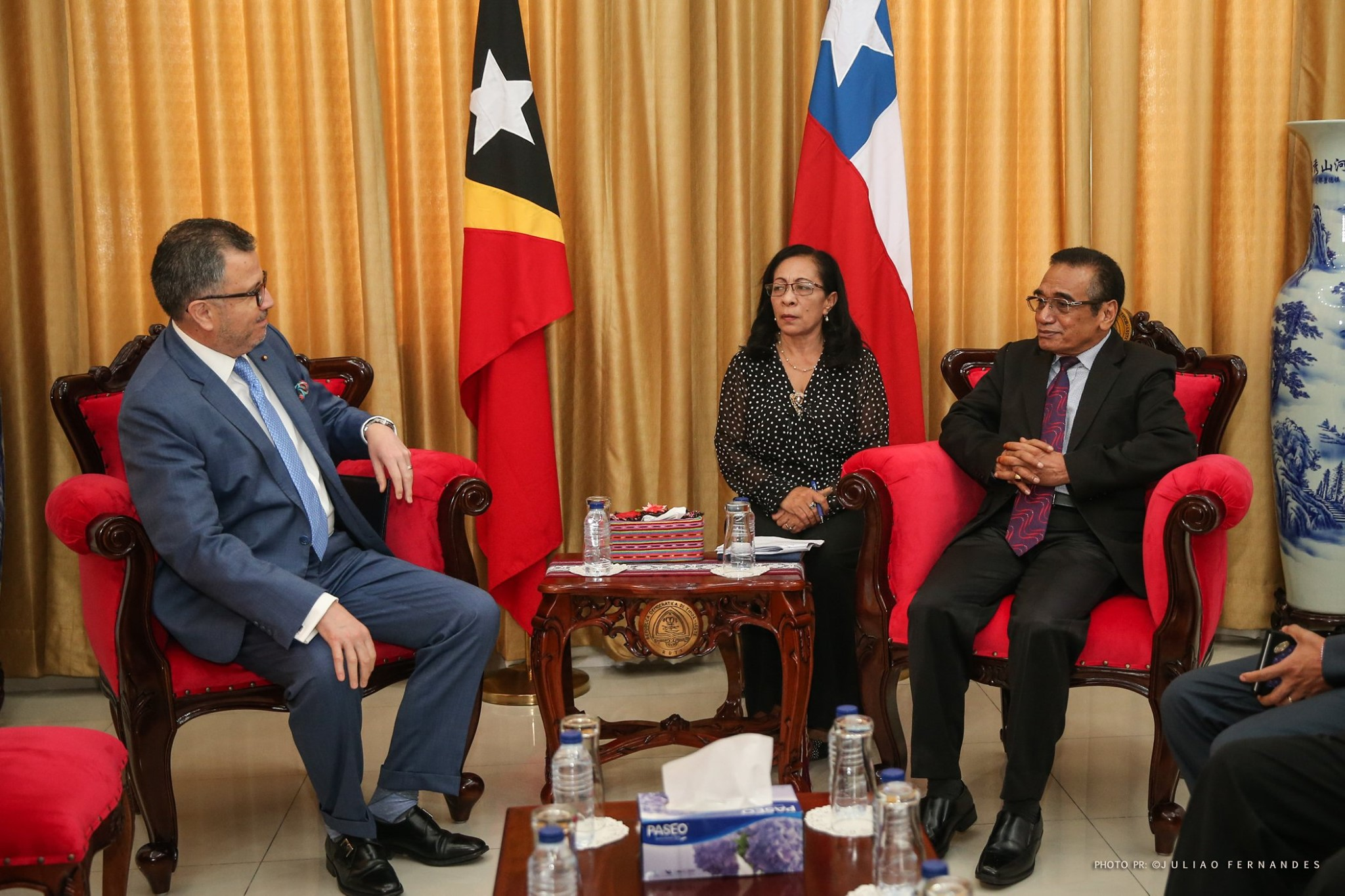
El embajador chileno, Gustavo Ayares Ossandón, presentando sus credenciales ante el presidente de Timor Oriental, Francisco Guterres; febrero de 2020.

### SigloXX
Históricamente no ha existido un vínculo significativo en materia de migración e intercambio comercial entre ambos territorios. Hasta 1975, las relaciones entre Chile y el Timor portugués estaban sujetas a las autoridades diplomáticas designadas por Portugal. Ambos países comparten un pasado colonial europeo — Imperio español en el Reino de Chile y el Imperio portugués en los actuales territorios timorenses —, teniendo por esta razón elementos culturales en común: como una mayoría religiosa católica e idiomas oficiales de raíz iberorromances.

### SigloXXI
Las relaciones diplomáticas entre Chile y Timor Oriental fueron establecidas el 16 de septiembre de 2002.
Durante le proceso de independencia de Timor Oriental entre 2002 y 2023, un grupo de uniformados chilenos representados por el Ejército y cuatro oficiales de Carabineros de Chile, participaron en las misiones de paz durante la Administración de Transición de las Naciones Unidas para Timor Oriental, para asegurar al reciente Estado soberano.

## Relaciones comerciales
En 2020, el intercambio comercial entre ambos países era muy marginal, constando únicamente de exportaciones de tapas de plástico desde Timor Oriental a Chile.

## Misiones diplomáticas
- Chile concurre con representación diplomática ante Timor Oriental desde su embajada en Yakarta, Indonesia.[4][5]

- Timor Oriental no cuenta con representaciones diplomáticas ni consulares en Santiago de Chile.